# Junonia (djur)
Junonia är ett släkte av fjärilar. Junonia ingår i familjen praktfjärilar.

## Bildgalleri

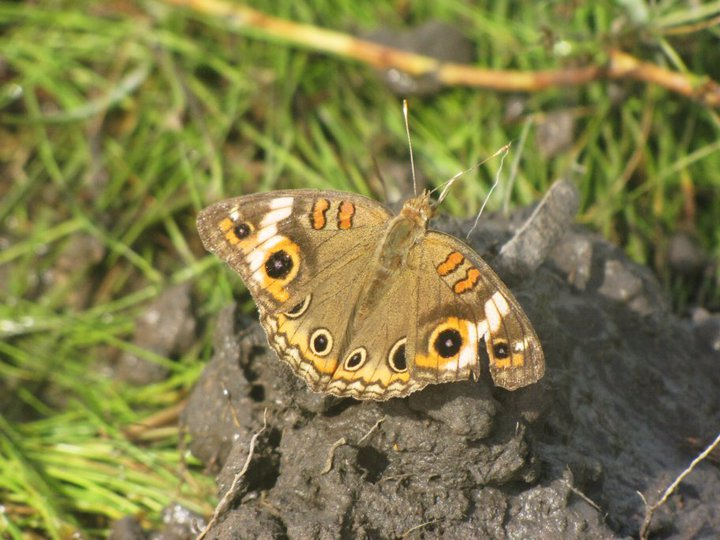
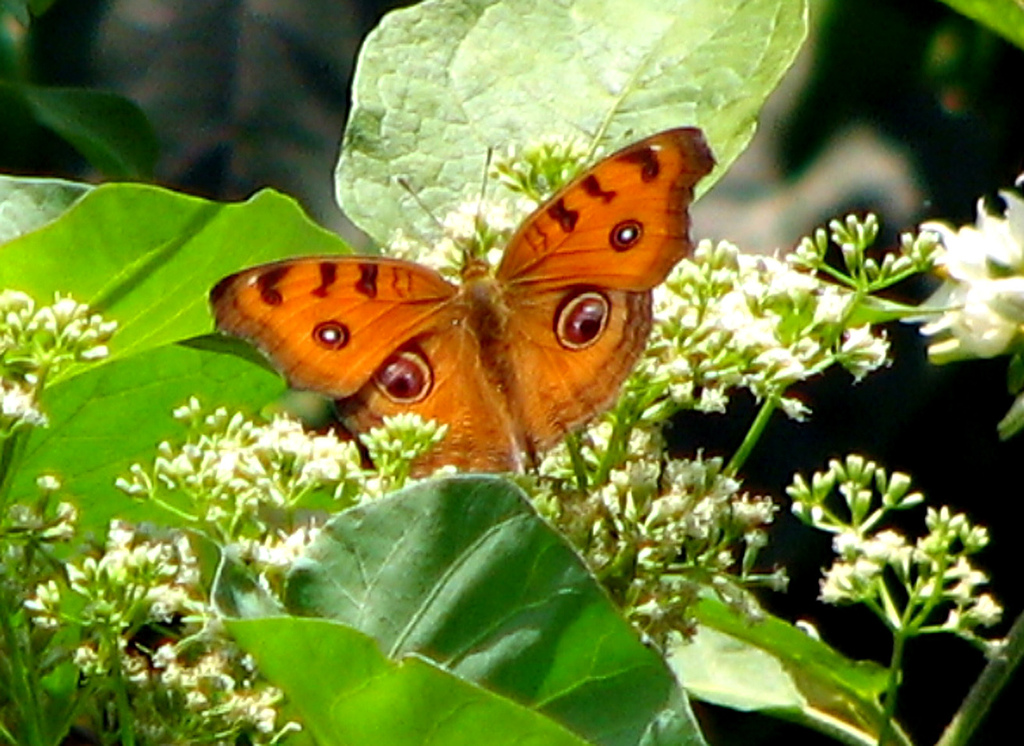
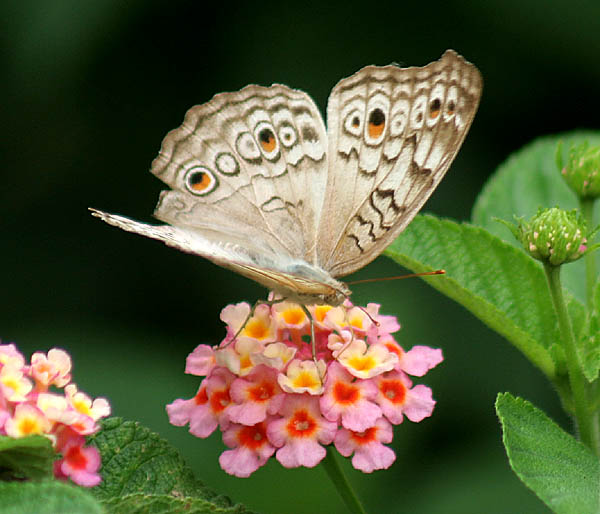
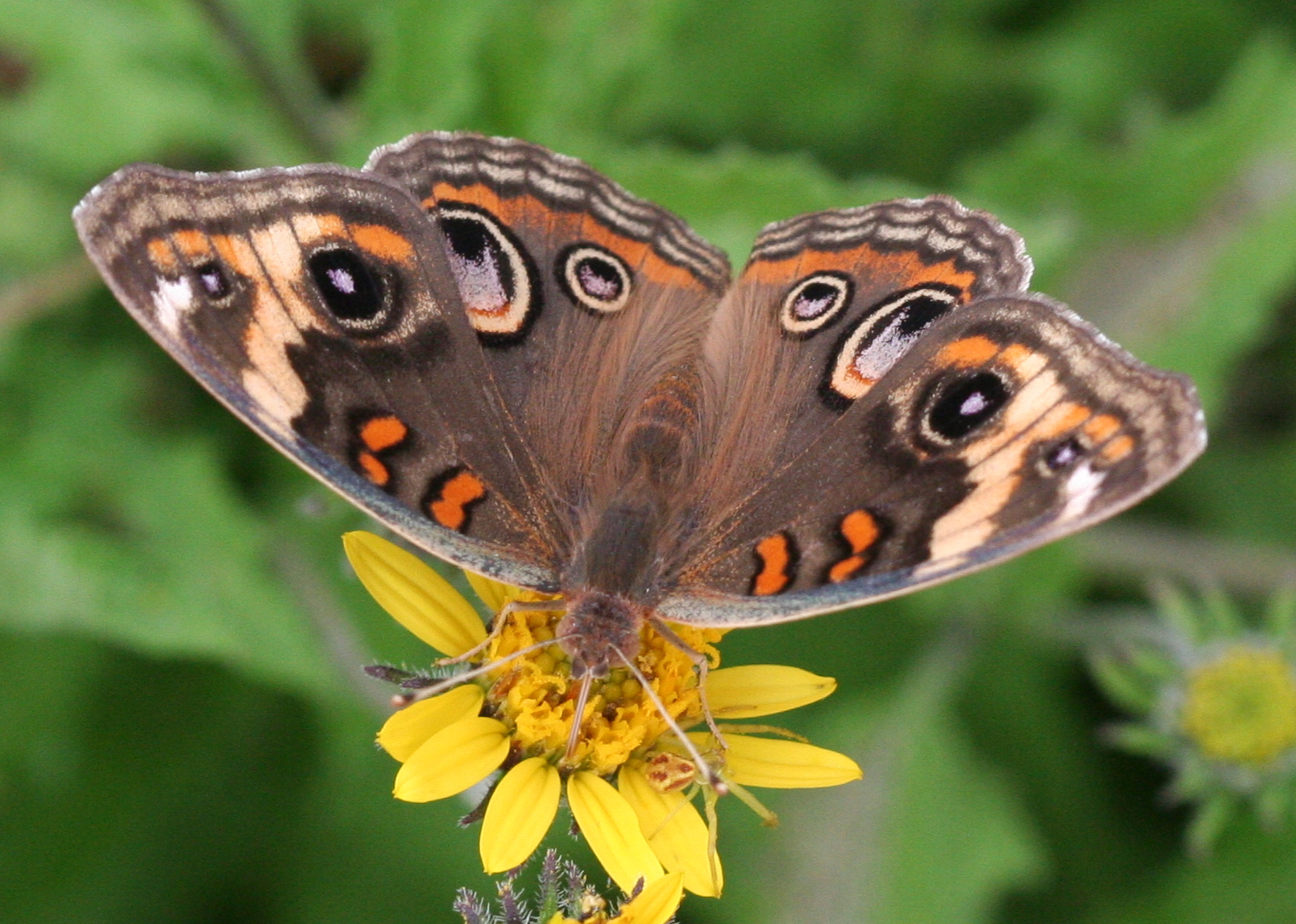
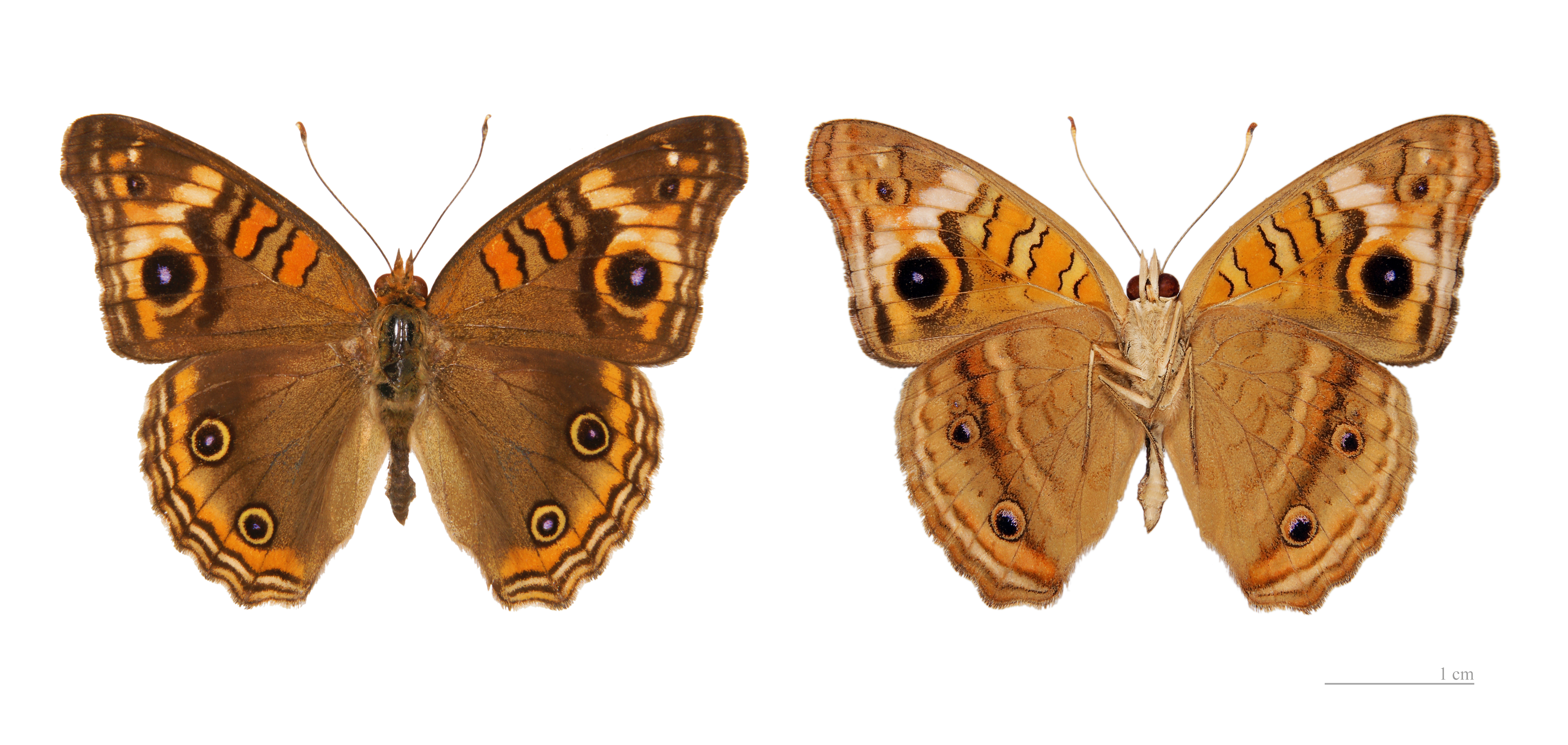
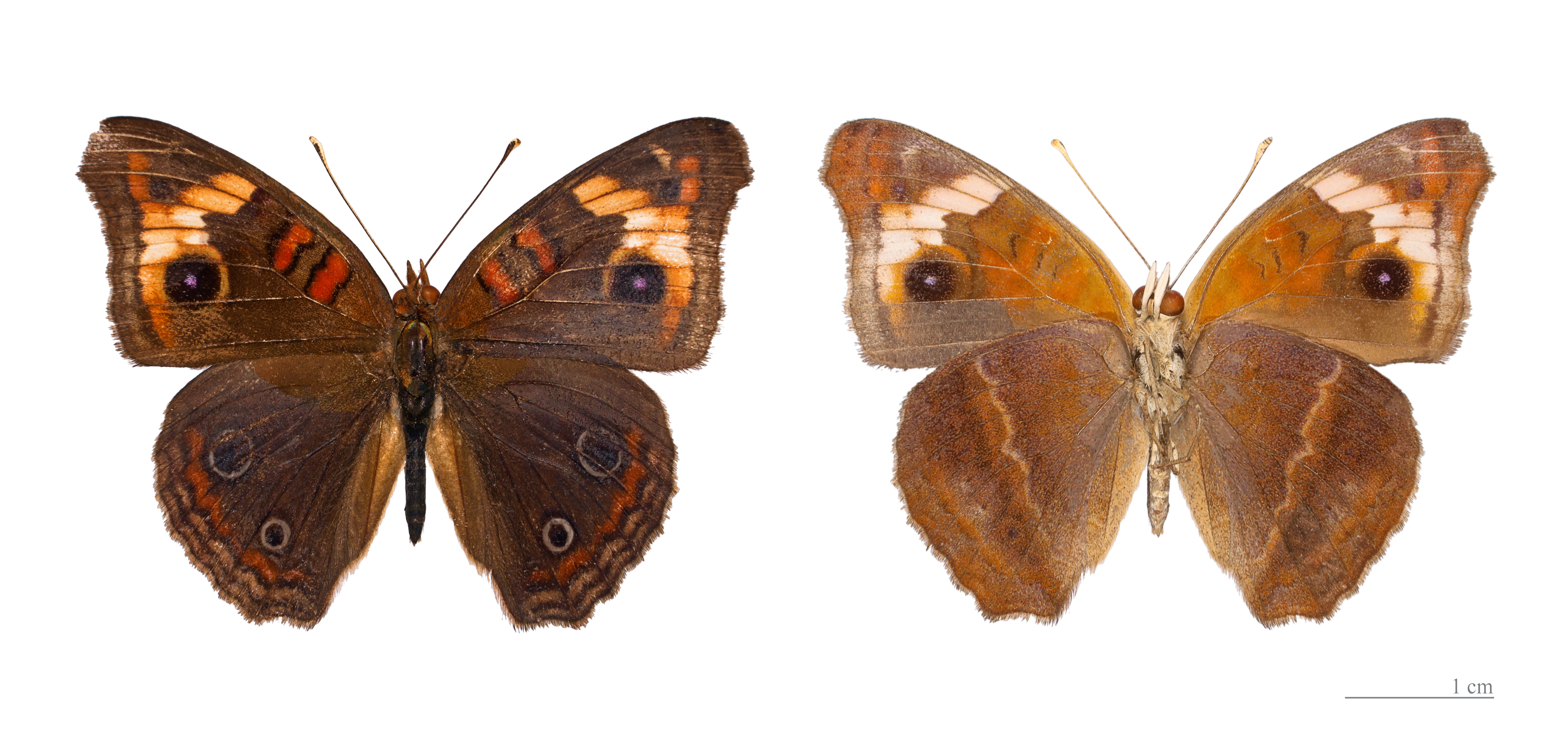

## Dottertaxa tillJunonia, i alfabetisk ordning[1]
- Junonia acera
- Junonia adamauana
- Junonia adelaida
- Junonia admiralitatis
- Junonia aenaria
- Junonia aeolus
- Junonia alberici
- Junonia albicincta
- Junonia albida
- Junonia alleni
- Junonia almana
- Junonia angolensis
- Junonia angulata
- Junonia antigone
- Junonia aonis
- Junonia apollonia
- Junonia arenosa
- Junonia arida
- Junonia artaxia
- Junonia asterie
- Junonia astrolabiensis
- Junonia atlites
- Junonia basifusca
- Junonia battana
- Junonia baweana
- Junonia bergi
- Junonia bipupillata
- Junonia bismarckiana
- Junonia boopis
- Junonia caeruleffugiens
- Junonia calybe
- Junonia cebara
- Junonia cebrene
- Junonia celebensis
- Junonia chagoensis
- Junonia cheesmani
- Junonia chorimene
- Junonia cibota
- Junonia clelia
- Junonia coenia
- Junonia conjuncta
- Junonia constricta
- Junonia cortes
- Junonia demaculata
- Junonia divaricata
- Junonia elgiva
- Junonia epiclecia
- Junonia erigone
- Junonia esra
- Junonia ethyra
- Junonia eutychia
- Junonia evarete
- Junonia expansa
- Junonia ferenigra
- Junonia flava
- Junonia flirtea
- Junonia fumata
- Junonia funebris
- Junonia fuscata
- Junonia gardineri
- Junonia genoveva
- Junonia gomensis
- Junonia goudotii
- Junonia gregorii
- Junonia hadrope
- Junonia hainanensis
- Junonia hampsteadiensis
- Junonia hecate
- Junonia hedonia
- Junonia hellanis
- Junonia here
- Junonia hierta
- Junonia hilaris
- Junonia himera
- Junonia hopfferi
- Junonia horsfieldii
- Junonia huacapistana
- Junonia huebneri
- Junonia ida
- Junonia idamene
- Junonia incarnata
- Junonia incommoda
- Junonia infracta
- Junonia infuscata
- Junonia intermedia
- Junonia iona
- Junonia iphita
- Junonia isocratia
- Junonia iwasakii
- Junonia ixia
- Junonia jacouleti
- Junonia januarii
- Junonia javana
- Junonia jordani
- Junonia kangeana
- Junonia ketoepatana
- Junonia kontinentalis
- Junonia kühni
- Junonia laodamia
- Junonia laomedia
- Junonia lavinia
- Junonia leechi
- Junonia lemonias
- Junonia leucasia
- Junonia leucophora
- Junonia leucotincta
- Junonia lima
- Junonia lintingensis
- Junonia livia
- Junonia longfieldae
- Junonia lugens
- Junonia madagascariensis
- Junonia magna
- Junonia marcella
- Junonia melanina
- Junonia metion
- Junonia mevaria
- Junonia michaelesi
- Junonia michaelisi
- Junonia minagara
- Junonia minuscula
- Junonia nachtigali
- Junonia natalensis
- Junonia natalica
- Junonia neglecta
- Junonia negra
- Junonia neopommerana
- Junonia nicobariensis
- Junonia nigeria
- Junonia nigralis
- Junonia nigricans
- Junonia nigrosuffusa
- Junonia nirei
- Junonia nobiliata
- Junonia noveae-guineae
- Junonia nucleata
- Junonia numana
- Junonia obscurata
- Junonia occidentalis
- Junonia ocyale
- Junonia oenone
- Junonia omissa
- Junonia orbitola
- Junonia orianassa
- Junonia orithya
- Junonia orthosia
- Junonia orthosialis
- Junonia osborni
- Junonia palea
- Junonia pallens
- Junonia pallida
- Junonia papoeana
- Junonia paris
- Junonia parvipuncta
- Junonia patenas
- Junonia persicaria
- Junonia persiccata
- Junonia phycites
- Junonia phylace
- Junonia pluviatilis
- Junonia posterior
- Junonia procax
- Junonia pseudiphita
- Junonia punctella
- Junonia rauana
- Junonia rhadama
- Junonia rosa
- Junonia royeri
- Junonia rubrosuffusa
- Junonia saleyra
- Junonia samoënsis
- Junonia sanghirensis
- Junonia schmidti
- Junonia schraderi
- Junonia seitzi
- Junonia siccata
- Junonia soerabajana
- Junonia sophia
- Junonia splendens
- Junonia stygia
- Junonia subbipupillata
- Junonia subepiclelia
- Junonia subtriocellata
- Junonia subvirilis
- Junonia sudanica
- Junonia suffusa
- Junonia sumatrana
- Junonia sumbae
- Junonia swinhoei
- Junonia taitica
- Junonia tegea
- Junonia terea
- Junonia tereoides
- Junonia teurnia
- Junonia thero
- Junonia timorensis
- Junonia tosca
- Junonia tragia
- Junonia triocellata
- Junonia tristis
- Junonia vaisya
- Junonia valesca
- Junonia walkeri
- Junonia wallacei
- Junonia weidenhameri
- Junonia weidenhammeri
- Junonia westermanni
- Junonia wetterensis
- Junonia wilhelmi
- Junonia villida
- Junonia viridata
- Junonia viridis
- Junonia virilis
- Junonia vivida
- Junonia vosseleriana
- Junonia xerophylla
- Junonia zelima
- Junonia zipha
- Junonia zonalis